# Rebró Béla
Rebró Béla, Réti (Budapest, 1901 január 20. – Budapest, 1982. szeptember 15.) válogatott magyar labdarúgó, fedezet, edző.

## Pályafutása

### Klubcsapatban
1925 áprilisáig a Postás játékosa volt. Ezután a Hungária labdarúgója lett, ahol két bajnoki címet és egy magyar kupa-győzelmet szerzett a csapattal. Megbízható fáradhatatlan játékos volt, aki inkább a védekezésben érvényesült és a támadásban kevésbé.

### A válogatottban
1925 és 1927 között hat alkalommal szerepelt a magyar labdarúgó-válogatottban.

### Edzőként
1933 szeptemberében a Rákoscsabai TK edzője lett. 1934 őszétől a Szeged csapatát irányította.

## Sikerei, díjai
- Magyar bajnokság
  - bajnok: 1924–25, 1928–29
  - 2.: 1925–26, 1927–28
  - 3.: 1926–27
- Magyar kupa
  - győztes: 1925

## Statisztika

### Mérkőzései a válogatottban
| Magyarország | Magyarország         | Magyarország                    | Magyarország | Magyarország | Magyarország  | Magyarország | Magyarország | Magyarország |
| #            | Dátum                | Helyszín                        | Hazai        | Eredmény     | Vendég        | Kiírás       | Gólok        | Esemény      |
| ------------ | -------------------- | ------------------------------- | ------------ | ------------ | ------------- | ------------ | ------------ | ------------ |
| 1.           | 1925. október 4.     | Budapest, Üllői úti pálya       | Magyarország | 0 – 1        | Spanyolország | barátságos   | -            | 25' 29'      |
| 2.           | 1926. február 14.    | Brüsszel, Daring Club-pálya     | Belgium      | 0 – 2        | Magyarország  | barátságos   | -            |              |
| 3.           | 1926. május 2.       | Budapest, Hungária körúti pálya | Magyarország | 0 – 3        | Ausztria      | barátságos   | -            | 14'          |
| 4.           | 1926. szeptember 19. | Bécs, Hohe Warte                | Ausztria     | 2 – 3        | Magyarország  | barátságos   | -            |              |
| 5.           | 1926. november 14.   | Budapest, Üllői úti pálya       | Magyarország | 3 – 1        | Svédország    | barátságos   | -            | 37'          |
| 6.           | 1927. június 12.     | Budapest. Üllői úti pálya       | Magyarország | 13 – 1       | Franciaország | barátságos   | -            |              |
|              | Összesen             |                                 |              | 6            | mérkőzés      |              | 0            | gól          |